# Castillo de Schaumburg (Baja Sajonia)

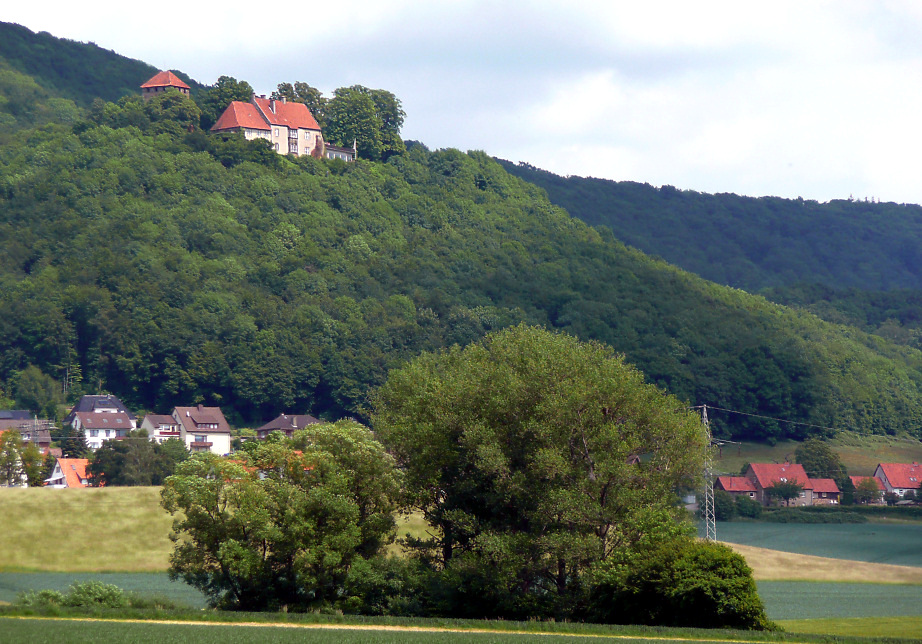
Castillo de Schaumburg.

El Castillo de Schaumburg (en alemán: Burg Schaumburg) se halla junto a la ciudad de Rinteln en el distrito de Schaumburg en Baja Sajonia, Alemania.

## Historia
El castillo pasó a propiedad de los Hohenzollern cuando el Príncipe Jorge Guillermo de Schaumburg-Lippe se puso del lado de los austríacos en la guerra austro-prusiana de 1866.
Sin embargo, más tarde el emperador Guillermo II devolvió en 1907 el Castillo de Schaumburg al Príncipe Jorge de Schaumburg-Lippe en ocasión de sus bodas de plata. Este regalo también fue interpretado como un reconocimiento por el apoyo de Jorge en la disputa sobre la sucesión al trono de Lippe-Detmold.
El castillo es ahora propiedad de la familia real de Waldeck-Pyrmont, obtenido a través del matrimonio de la Princesa Batilde de Schaumburg-Lippe. El castillo fue asimismo el lugar de retiro del General de las SS y Príncipe Heredero Josías de Waldeck-Pyrmont.